# Gentilburg

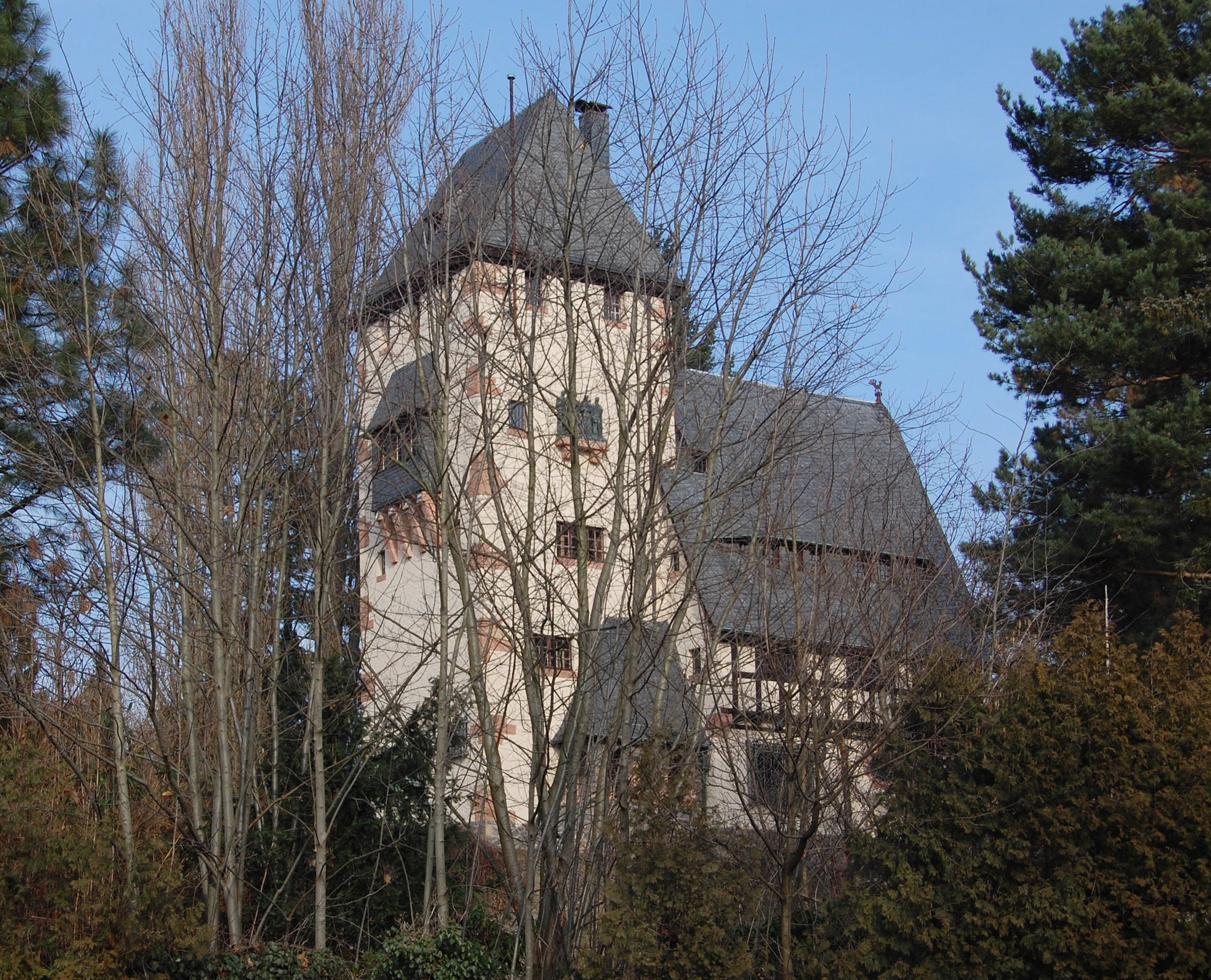
Gentil-Burg: widok ogólny

Gentil-Burg – budynek mieszkalny znajdujący się przy ulicy Gentila (Gentilstraße) w Aschaffenburgu. Został zbudowany w latach 1933-1935 wedle projektu (szkice budynku powstały w 1932 roku) pod okiem Antona Gentila. 
Założenie architektoniczne zostało oddane do użytku 15 lutego 1936 roku. Ze względu na swoje rozmiary i niecodzienną architekturę obiekt ten od momentu jego ukończenia wzbudzał u części mieszkańców miasta kontrowersje; stał się szybko punktem orientacyjnym w regionie Aschaffenburga.

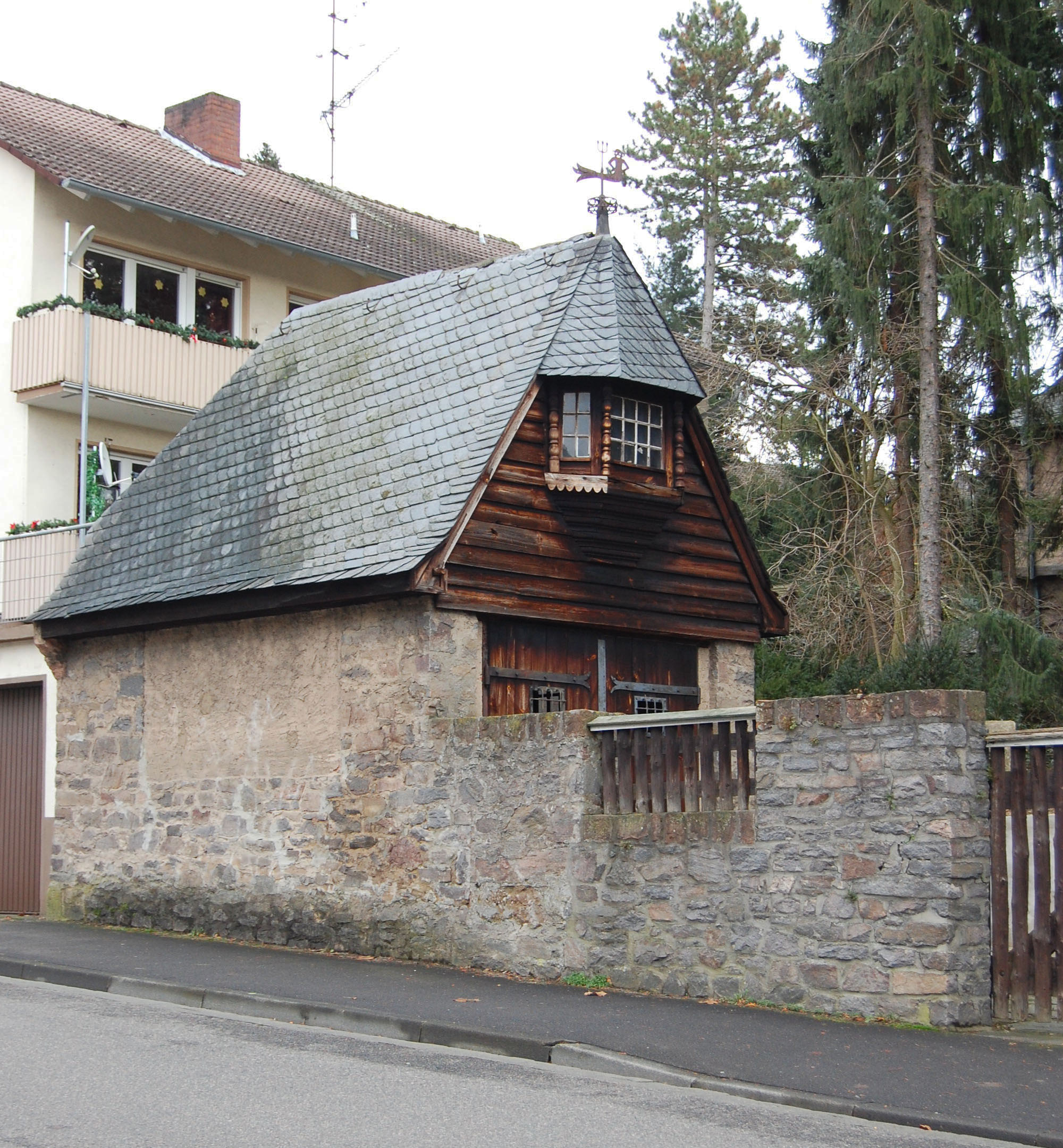
Gentilburg: jeden z budynków towarzyszących

Gentil-Burg był trzecim budynkiem wzniesionym przez Antona Gentila. Cechami kompleksu architektonicznego są liczne rzeźby ogrodowe, małe budynki towarzyszące, jak i monumentalna wieża, która podobnie jak cały budynek, przykryta jest spadzistym dachem. Okna wyposażone są w witraże, elewacje bogata jest w elementy  snycerskie. Budynek Gentil-Burg wykazuje się cechami architektury Frankońskiej: mur pruski, szpiczasty dach oraz wykusze. Anton Gentil nawiązywał także w swoim projekcie do budownictwa z okolic Schwarzwaldu, Górnej Bawarii oraz gór Taunus (Hesja Południowa). Budynek, dla podkreślenia jego „średniowiecznego charakteru”, otoczony jest kamiennym murem „obronnym”(od południowego wschodu). Cały kompleks architektoniczny został „dopasowany” do otoczenia w taki sposób, aby maksymalnie tworzył on z pobliskim parkiem jednolitą całość.